# Президентские выборы в Бенине (2021)
Президентские выборы в Бенине проходили 11 апреля 2021 года для избрания президента Бенина на пятилетний срок. Президент Патрис Талон вновь баллотировался и был переизбран на второй срок, получив 86 % голосов избирателей.

## Предвыборная обстановка
На президентских выборах 2016 года был избран Патрис Талон, победивший во 2-м туре голосования, набрав почти вдвое больше голосов, чем его оппонент Лионель Зинсу, премьер-министр, выдвинутый от партии уходившего президента Яйи Бони Силы каури за возрождающийся Бенин. В целом Бенин рассматривался как стабильная демократия на африканском континенте.
Став президентом, Талон предпринял быстрые экономические реформы, направленные на либерализацию. Это спровоцировало протесты и забастовки в стране, что, в свою очередь, привело к ужесточению правительством правил проведения публичных протестов. Такие меры правительства привели к обвинениям в авторитаризме. Одновременно Талон пытался бороться с коррупцией в стране. Во время президентской кампании он выделял хорошее управление как одну из своих ключевых тем, в том числе введение единственного президентского срока, который он назвал «моральным требованием». Однако эта реформа была заблокирована парламентом, который отказался создать прецедент, позволяющий президенту изменять конституционные условия своего мандата.

### Политический кризис
Репутация президента Талона были серьезно подорваны после парламентских выборов 2019 года, когда правительство резко ограничило правомочность политических партий, и только две проправительственные партии смогли участвовать в выборах, полностью исключив любые оппозиционные партии. Прогрессистский союз и Республиканский блок, две проправительственные партии, созданные для выборов, получили все места в парламенте, что означало, что никакие оппозиционные движения не имели прямого голоса в законодательных вопросах. Оппозиционные партии призвали к бойкоту выборов 2019 года, что привело к рекордно низкой явке избирателей в 23 % по сравнению с 65 % на предыдущих выборах 2015 года.
После выборов оппозиция вновь обвинила президента в авторитаризме и призвала прекратить процесс подсчёта голосов и безуспешно требовала провести новые выборы. Через два дня после выборов Amnesty International опубликовала заявление, в котором осудила «волну произвольных арестов политических активистов и журналистов и подавление мирных протестов». Выборы также были отмечены полным отключением интернета в день голосования, что также подверглось критике со стороны оппозиции, гражданского общества и международных наблюдателей, уровень репрессий со стороны правительства был назван «тревожным». В дни после выборов произошли ожесточённые столкновения между протестующими и силами безопасности, при этом последние применили слезоточивый газ и боевые патроны, в то время как протестующие жгли шины и бросали в полицию различные предметы. Amnesty International осудила смерть четырёх протестующих, а также продолжающиеся произвольные аресты, в результате которых был серьёзно ранен ещё один протестующий. Контингент службы безопасности был размещён на улицах Котону и Порто-Ново перед церемонией начала работы нового парламента.
Тем не менее, шестимесячный процесс политического диалога привёл к соглашению о правилах участия в выборах. Во время муниципальных выборов 2020 года только пять политических партий были утверждены центральным избирательным органом по сравнению с 34 партиями и альянсами на муниципальных выборах 2015 года. Силы каури за возрождающийся Бенин стало единственной оппозиционной партией, которая превысила 10-% избирательный порог голосов, необходимый для представительства. Это привело к тому, что некоторые международные наблюдатели поставили под сомнение силу демократии в стране, которая ранее считалась одной из наиболее стабильных в Африке, из-за растущей ограничительной и авторитарной тенденции, утраты политического плюрализма, а основные политические соперники президента Талона оказались либо в изгнании, либо исключены из политической жизни.

## Избирательная система
Президент Бенина избирается в два тура на пятилетний срок с возможностью однократного продления. Если ни один из кандидатов не получает большинства голосов в 1-м туре, два лучших кандидата участвуют во 2-м туре, который проводится в течение 15 дней после 1-го тура. После внесения поправки в Конституцию, принятую в ноябре 2019 года, каждый кандидат в президенты должен баллотироваться со своим кандидатом в вице-президенты, который также избирается на пятилетний срок. Вице-президент завершает президентский срок в качестве президента в случае импичмента или другого препятствия действующему президенту продолжать работу.
Кандидатом в президенты может быть гражданин Бенина по рождению или проживший в Бенине последние 10 лет, он должен обладать «хорошим характером и большой честностью», иметь все гражданские и политические права, быть в возрасте от 40 до 70 лет, и пройти физическое и психическое обследование у трёх врачей, приведённых к присяге Конституционным судом. Поправка к конституции 2019 года также требует, чтобы кандидатов выдвигало не менее 10 % от общего числа членов парламента и мэров или около 16 должностных лиц.

## Предвыборная кампания
По мере приближения выборов 2021 года президент Талон теоретически считался единственным человеком, способным баллотироваться в качестве кандидата. В соответствии с поправкой к Конституции 2019 года, кандидата в президенты должны были выдвигать 10 % от общего числа депутатов и мэров (около 16 спонсоров). Однако 160 из соответствующих должностных лиц избирательных комиссий (83 члена парламента и 77 мэров) принадлежали к проправительственным партиям. Только 6 мэров, принадлежащих к Силам каури за возрождающийся Бенин, составляли оппозицию, при этом партия не имела своих депутатов в парламенте. Талон пообещал «сделать всё», чтобы организовать открытое голосование для своих оппонентов с целью выдвижения кандидатуры, что оппозиционные партии рассматривали как способ президента отбора себе своих противников. Силам каури за возрождающийся Бенин, а также Демократы (новая партия, созданная сторонниками бывшего президента Бони Яи) опасались, что Талон объявит их троянскими конями.
В апреле 2021 года в нескольких городах Бенина прошли протесты в связи с решением Талона баллотироваться на переизбрание после первоначального уверения в том, что он будет служить только один срок. Было отмечено, что демонстрации прошли в коммерческой столице Котону, а также в городе Параку в центре страны. 8 апреля 2021 года сообщалось, что два протестующих были застрелены и ещё пятеро ранены сотрудниками сил безопасности в Саве.

## Кандидаты
Номинация кандидатов проходила до 4 февраля 2021 года. Двадцать человек, включая действующего президента Патриса Талона, зарегистрировались в качестве кандидатов.
Профессор права Фредерик Жоэль Аиво был первым, кто выдвинул свою кандидатуру. Несколько лидеров оппозиции поддержали коалицию, поддерживающую Аиво. Талон объявил о своем намерении баллотироваться на новый срок 15 января 2021 года, нарушив тем самым своё обещание, данное им на выборах 2016 года, баллотироваться только на один срок. Через неделю он объявил о кандидатуре вице-президента Мариам Чаби Талата Зиме, вице-президента парламента. Этот выбор стал неожиданностью для наблюдателей, поскольку Зиме не входила в число имён, выдвинутых проправительственными партиями, и президент выбрал альтернативу, когда две партии не смогли прийти к соглашению. В случае избрания Зиме стала бы первой женщиной-вице-президентом Бенина.

## Результаты
| Кандидат                                                           | Кандидат                             | Партия                               | 1-й тур   | 1-й тур |
| Кандидат                                                           | Кандидат                             | Партия                               | Голоса    | %       |
| ------------------------------------------------------------------ | ------------------------------------ | ------------------------------------ | --------- | ------- |
|                                                                    | Патрис Талон                         | Независимый                          | 1 984 832 | 86,36   |
|                                                                    | Аласан Суману                        | Силы каури за возрождающийся Бенин   | 259 612   | 11,29   |
|                                                                    | Корантен Коуэ                        | Демократы                            | 53 957    | 2,35    |
| Всего действительных бюллетеней                                    | Всего действительных бюллетеней      | Всего действительных бюллетеней      | 2 298 401 | 95,39   |
| Недействительные и пустые бюллетени                                | Недействительные и пустые бюллетени  | Недействительные и пустые бюллетени  | 111 008   | 4,61    |
| Всего                                                              | Всего                                | Всего                                | 2 409 409 | 100,00  |
| Зарегистрированных избирателей /Явка                               | Зарегистрированных избирателей /Явка | Зарегистрированных избирателей /Явка | 4 802 303 | 50,17   |
| Источник: CENA Архивная копия от 14 апреля 2021 на Wayback Machine |                                      |                                      |           |         |